# Museum of Brutalist Architecture
Het Museum of Brutalist Architecture is een museum in opbouw in het Britse Londen. Het museum over brutalisme zal worden ondergebracht in de Assembly Hall van Acland Burghley School in Camden. De Assembly Hall werd afgewerkt in 1968 naar plannen van architecten Howell, Killick, Partridge & Amis. Het gebouw wordt gerenoveerd met steun van de National Lottery.